# Babylon 5
Babilon 5 je američka znanstveno fantastična televizijska serija stvorena, producirana i koju je uvelike napisao J. Michael Straczynski. Serija je centrirana na Babilon 5 svemirsku postaju: fokalno mjesto za za politiku, diplomaciju, i sukob u kasnim i ranim 2250-im i 2260-im. Sa svojih istaknutim korištenjem unaprijed planiranih lukova priče, serija je često opisivana kao "roman za televiziju."
Pilot film je imao premijeru dana 22. veljače 1993. godine. Redovno emitiranje serije počinje od siječnja 26, 1994 i emitirala se pet punih sezona, osvajila dva Hugoa za najbolje dramsko Predstavljanje i dvije Emmy nagrade - za šminku i vizualne efekte. Serija je dala još šest televizijskih filmova i spin-off seriju, Crusade, koja je emitirana u 1999 i imala trinaest epizoda. Izravno DVD izdanje sadrži dva kratka filma o odabranih znakova iz serije objavljeno je 31. srpnja 2007.